# ACCULAR
ACCULARは、イスラエルのイスラエル・ミリタリー・インダストリーズ (現：IMIシステムズ)によって開発された精密誘導ロケット弾（地対地ミサイル）である。

## 概要

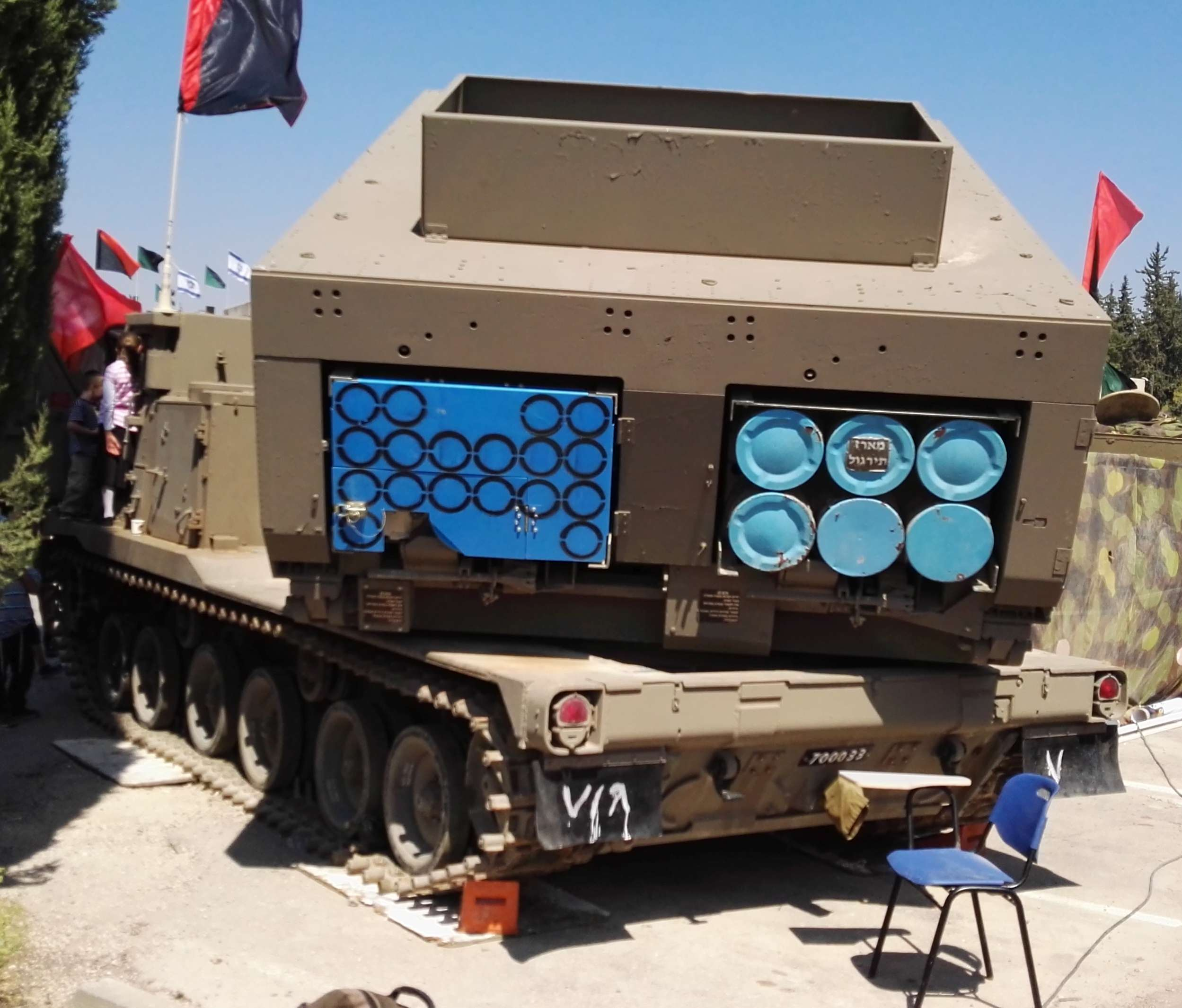
M270 MLRSに搭載されたACCULAR-122（左側）

1980年代以降、イスラエル国防軍は一般市民への被害を避けるため都市部への砲撃作戦を中止していた。民間人への被害を出さずに砲兵部隊による作戦を遂行するためには砲兵部隊の運用するロケット弾に精密誘導機能を付加する事が必要と考えられ、ACCULARが開発された。
口径122mmのロケット弾GRADLARに誘導システムを搭載したACCULAR-122、口径160mmのロケット弾LAR-160に誘導システムを搭載したACCULAR-160の2種類が開発されている。最大射程40km、弾頭重量20kg-35kgでいずれもGPS、GLONASSおよびINSによる誘導機能を持ち、目標地点の10m以内に着弾する性能を持つ。
ACCULARはIMIシステムズによって開発された装輪式自走ロケットランチャー"リンクス"の他、M270 MLRSなど様々な発射システムで運用可能である。

## ACCULAR-160
1970年代に開発されたLAR-160に誘導機能を持たせたもので、弾頭重量35kg、最大射程40km。
イスラエル陸軍はACCULAR-160にEnchanted Javelin (魔法の投げ槍) の呼称を付け、リンクス 自走ロケットランチャーに搭載し導入した。

## ACCULAR-122
旧ソ連製の122mmロケット弾"BM-21"の近代化改修パッケージである"GRADLAR"に誘導機能を付加したもので、弾頭重量20kg、最大射程40km。
イスラエル陸軍はACCULAR-122に"ロマク"(槍)の呼称を付け、M270 MLRSに搭載し導入した。